# Kasim
Kasim es el primer álbum solista del cantante estadounidense de pop-rock Kasim Sulton, estrenado en 1982. El álbum fue producido por Bruce Fairbairn, y coproducido por el mismo Kasim Sulton y Mark Rochet Onofrio quien además le ayuda a escribir gran cantidad de canciones encontradas en este álbum, como "Don't Brak My Heart" primer sencillo del disco, Top Hit en EE. UU. y Canadá, además de ser el éxito más grande de la carrera solista de Sulton. 

## Lista de canciones
(Todas las canciones fueron compuesta por Kasim Sulton, en el track
1. Someone To Love (Sulton & Rochet O.) 3:10
2. Evil (Sulton & Rochet O.) 5:13
3. White And Red (Sulton, Rochet O. & D. Bucks) 3:44
4. This Must Be Love (Sulton) 3:02
5. Don't Break My Heart (Sulton & Rochet O.) 4:01
6. Drivin' Me Mad (Sulton) 2:57
7. Roll The Dice (Sulton & Rochet O.) 3:03
8. Just A Little Bit (sulton) 4:34
9. Sweet Little Accident (Sulton & B. Mernit) 3:04
10. Rock And Roll (Sulton & Rochet O.) 3:11

## Créditos
- Kasim Sulton: Voz líder, coros, todos los instrumentos.

- Mark Rochet Onofrio: Percusión, coros, mezclas.

- Tom Morrongiello: Guitarra rítmica, coros.

- Roger Powell: Sintetizadores.

- Peter Bjerring: Arreglos y conducción de cuerdas en "Just A Little Bit".

- Buck Dharma: Primera Guitarra.

- Earth Wind and Fire horns: Trompas.

- Mark Rivera: saxo alto en "Don't Break My Heart".

- Tom Tom 84: Arreglos y conducción de trompas.

- Joe "The Tweek" Chiccarelli: Ingeniería y mezclas.

- Bruce Fairbairn: Mezclas.

- Peter Corriston and Brian Hagiwara: Concepto del álbum, diseño y fotografía.

- Bill Burks: Dirección de arte.

- Jeff Lamont: Dirección de orquesta

## Posiciones
| País | Posición       | Posición | Posición      | Ventas |
|      | Mayor Posición | Semanas  | Certificación |        |
| ---- | -------------- | -------- | ------------- | ------ |
| US   | 197            | ?        | ?             | ?      |

## Curiosidades
- De los dos sencillos de este álbum ("Don't Break My Heart" y "Someone to Love") solo "Don't Break My Heart" pudo entrar a los chart estadounidenses y canadienses, sien en este último país un Top 40 Hit.

- Datos: Q5958449